# Jésus Justus
Jesus Justus (grec : ησούς χω λεγόμενος ουστος, Iesous ho legomenos Ioustos) est l'un des chrétiens juifs de l'Église de Rome mentionnés par Paul, dans les salutations à la fin de l'épître aux Colossiens.